# Simon Helberg

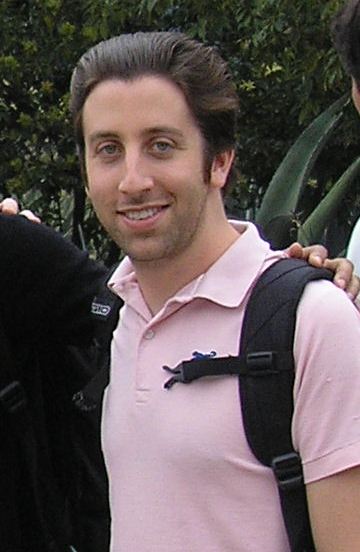
Simon Helberg 2008.

Simon Helberg, född 9 december 1980 i Los Angeles, är en amerikansk skådespelare.
Helberg är bland annat känd för sina roller i The Big Bang Theory och i MADtv. Han spelade även rollen som Moist tillsammans med Neil Patrick Harris i Dr. Horrible's Sing-Along Blog. Helberg har haft många biroller bland annat i storfilmerna A Serious Man och Walk Hard: The Dewey Cox Story. Han har även haft återkommande roller i TV-serierna Joey och Studio 60 on the Sunset Strip.
Asteroiden 8625 Simonhelberg är uppkallad efter honom.
Vid sidan av skådespeleriet är Helberg även professionell pianist.

## Filmografi

### Filmer
- 1999 – Mumford
- 2002 – Van Wilder
- 2003 – Old School
- 2004 – En askungesaga
- 2005 – Good Night, and Good Luck.
- 2006 – Bickford Shmeckler's Cool Ideas
- 2006 – The TV Set
- 2006 – For Your Consideration
- 2007 – Careless
- 2007 – Evan den allsmäktige
- 2007 – Mama's Boy
- 2007 – Walk Hard: The Dewey Cox Story
- 2009 – A Serious Man
- 2011 – Kung Fu Panda: Legends of Awesomeness (röst)
- 2012 – I Am I
- 2016 – Florence Foster Jenkins
- 2021 – Annette

### TV-serier
- 2001 – Babewatch (TV-serie)
- 2001 – Panik i plugget (TV-serie)
- 2002 – Sabrina tonårshäxan (TV-serie)
- 2002–2003 – MADtv
- 2003 – Inte helt perfekt (TV-serie)
- 2004 – Reno 911! (TV-serie)
- 2004–2006 – Joey
- 2006–2007 – Studio 60 on the Sunset Strip
- 2007 – Derek and Simon: The Show (TV-serie)
- 2010 – The Guild (TV-serie)
- 2007–2019 – The Big Bang Theory